# Borghetto (Piacenza)
Borghetto (Burghëtt in dialetto piacentino) è una frazione del comune italiano di Piacenza, situata a poca distanza dal torrente Nure ad un'altitudine di 54 m s.l.m.

## Storia
La presenza di una chiesa a Borghetto, dedicata a San Giacomo Maggiore, è stata documentata per la prima volta nel 1309, come dipendente dalla chiesa di San Pietro di Pontenure.
Il feudo di Borghetto viene acquistato dalla famiglia Radini Tedeschi nel corso del XV secolo, insieme al feudo di Ciavernasco: la stessa famiglia ottiene, poi, nel 1484, la creazione di una contea nei due feudi. Tra il 1690 e i primi anni del secolo successivo viene costruita la nuova chiesa parrocchiale.
A partire dal 1806, con l'istituzione della Mairie francese, e, dopo che con un decreto napoleonico, nel 1812, la città di Piacenza era stata limitata alla circonvallazione attorno alle mura, Borghetto è frazione del comune di San Lazzaro Alberoni.
Con l'accorpamento del comune di San Lazzaro Alberoni in quello di Piacenza, nel 1923, Borghetto diventa frazione di Piacenza.
Il 14 settembre 2015, Borghetto assieme alla vicina Roncaglia, così come un'ampia parte della provincia di Piacenza tra val Nure, val Trebbia e val d'Aveto, viene colpita dall'esondazione del torrente Nure, dovuta al maltempo, che causa ingenti danni alle abitazioni.

## Monumenti e luoghi d'interesse
- Chiesa di San Giacomo Maggiore: Costruita a partire dal 1690 e portata a termine nel XVIII secolo, presenta una facciata tripartita in stile neoclassico. L'interno, che si ispira alla basilica di Santa Maria di Campagna di Piacenza, presenta una pianta basilicale a tre navate e tre campate: le prime due a crociera e la terza a botte. Le volte e le cappelle laterali che si aprono sulla navata sono decorate con affreschi[2].
- Oratorio della Beata Vergine del Rosario, di cui, presso la biblioteca Passerini Landi di Piacenza è conservata una riproduzione della "Vera effigie della B. Vergine miracolosa dell'Ajuto, umilmente dal Priore, e Confratelli dell'Oratorio di Maria Vergine Immacolata eretto in Borghetto consecrata. All. Ill.mo e Rev.mo Monsignore Gherardo Giandemaria Vescovo di Piacenza / Ant. Friz Sculp. Anno 1739. - [Piacenza : s.n., 1739]. - 1 stampa : bul. ; 289 x 175 mm.[7]"
- Villa Radini Tedeschi: Costruita a cavallo tra la seconda parte del XVII secolo e i primi anni del XVIII secolo, e originariamente parte di un più ampio complesso, presenta un corpo centrale caratterizzato da un porticato a cui si accede tramite un arco di ingresso e un loggiato prospiciente un ampio parco[8].

## Infrastrutture e trasporti
La frazione è lambita dalla ferrovia Piacenza-Cremona, lungo la quale, tra il 1940 e il 1985, fu attiva la stazione di Borghetto San Lazzaro.